# Charles Mulder
Charles Marie Aloy Mulder (Amberes, 1 de julio de 1897-Amberes, 7 de mayo de 1953) fue un deportista belga que compitió en bobsleigh. Participó en dos Juegos Olímpicos de Invierno en los años 1924 y 1928, obteniendo una medalla de bronce en Chamonix 1924 en la prueba cuádruple.

## Palmarés internacional
| Juegos Olímpicos | Juegos Olímpicos   | Juegos Olímpicos  | Juegos Olímpicos |
| Año              | Lugar              | Medalla           | Prueba           |
| ---------------- | ------------------ | ----------------- | ---------------- |
| 1924             | Chamonix (Francia) | Medalla de bronce | Cuádruple        |